# Art rupestre del Sàhara

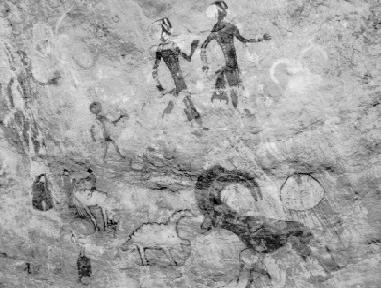
Pintures rupestres a Tassili n'Ajjer

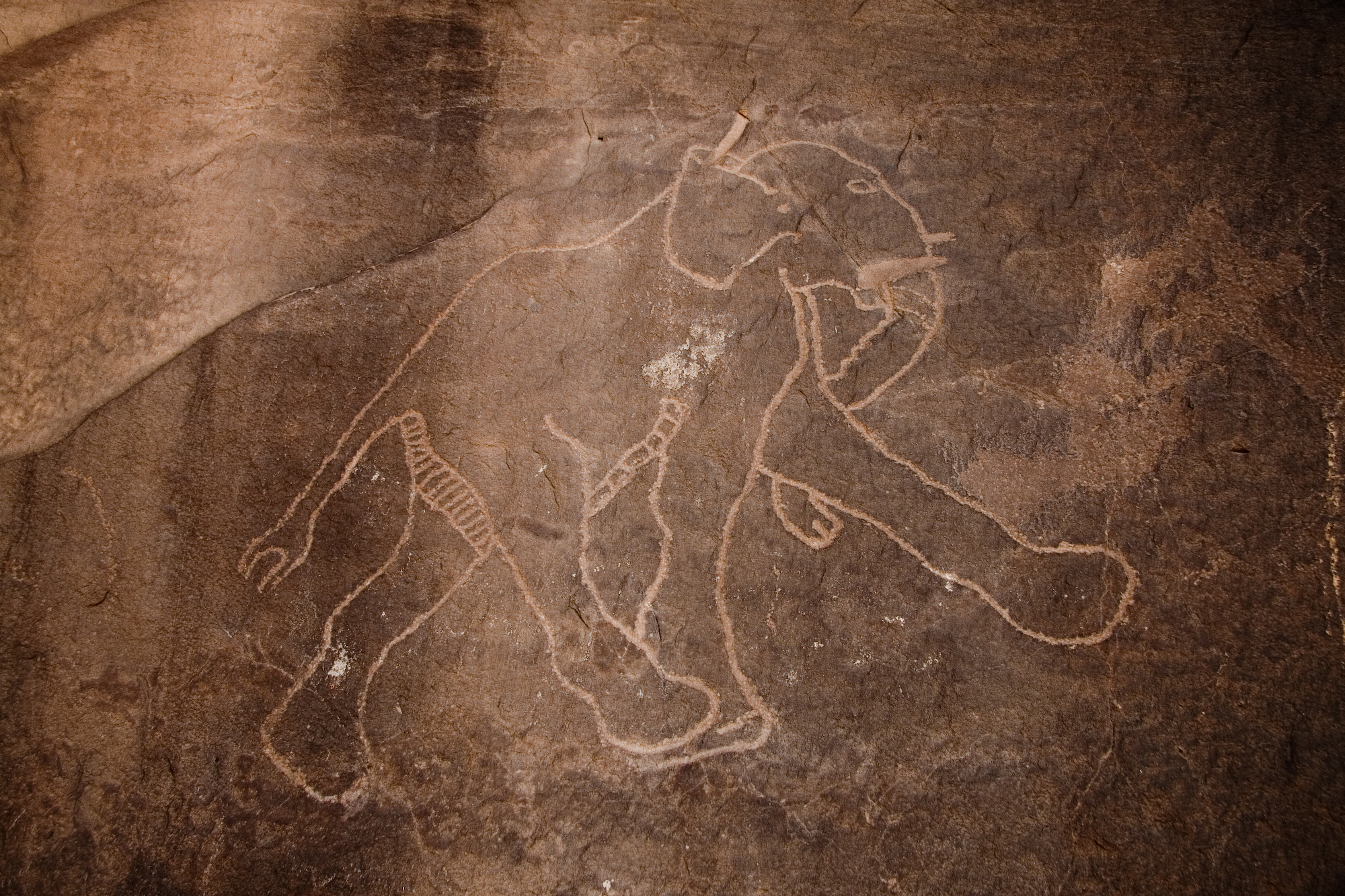
Petròglifs a Tadrart Acacus

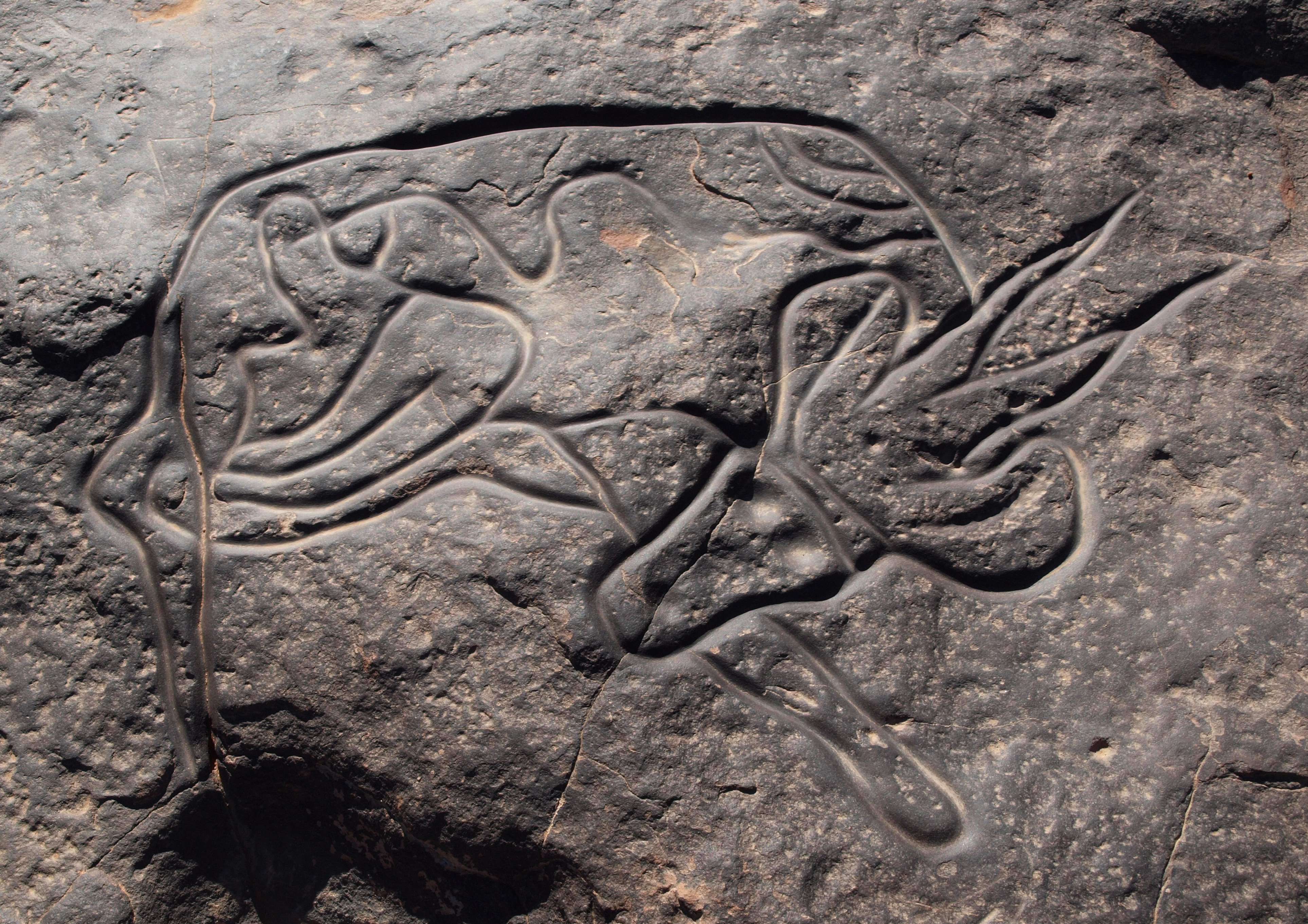
Antílop a Tin Taghirt, a Tassili n'Ajjer

L'art rupestre del Sàhara inclou pintures i gravats d'animals salvatges (elefants, girafes, rinoceronts, búfals, etc.) i domesticats (vaques, ovelles, cabres, cavalls i camells), éssers humans, dibuixos abstractes i inscripcions en llengües tuareg. Es troben als indrets més inhòspits i són un document inapreciable sobre la història dels pobles que poblaren aquesta zona des de fa, si més no, dotze mil anys.

## Primers descobriments
Els primers gravats registrats al nord d'Àfrica es deuen a un grup d'oficials de l'exèrcit francès que viatjaven per Algèria al 1847. L'explorador alemany Heinrich Barth creuà el Sàhara des de Trípoli fins a Tombuctu el 1850, i trobà gravats semblants a Fezzan. Un altre explorador alemany, Friedrich Gerhard Rohlfs, el primer europeu que creuà el nord d'Àfrica des de Trípoli fins al golf de Guinea, feu el mateix descobriment. Després de la Primera Guerra mundial un tercer explorador, aquesta vegada el primer geòleg a profetitzar la presència de grans recursos energètics sota l'arena del desert, el francès Conrad Kilian, hi descobrí pintures de girafes el 1928. Els frescs de Tassili n'Ajjer es descobriren al 1938, però fou el francès Henri Lhote qui començà la catalogació d'aquestes obres el 1956. El 1954, una expedició italiana, en la qual figurava Paolo Graziosi, descobrí una gran col·lecció de gravats d'animals i dones al uadi el Kel.

## Cronologia
Les mostres més antigues d'art rupestre semblen pertànyer a un període immediatament posterior a la darrera glaciació. Fa 10.000 anys, el clima era més humit i el Sàhara tenia l'aspecte d'una sabana arbrada, amb boscs a les muntanyes, fins que fa 5.000 anys començà a desertitzar-se, en un procés que durà fins a fa 3.000 anys, època en què restà pràcticament deshabitat.
Moltes de les pintures, dibuixos i gravats que s'estan descobrint són de fa fins i tot més de 12.000 anys. A Fezzan es creu que les pintures es remunten a 30.000 anys d'antiguitat.
En l'art rupestre del Sàhara cal distingir cinc períodes principals:
- Període dels grafits o dels búfals, de 10000 a 9000 a.n.e (fa 12.000 anys). En aquesta època es representaven a manera de grafits grans bòvids com el pelorovis (Bubalus antiquus) i escenes de màgia i ritus religiosos. Hi apareixen estranyes criatures sense cap, o amb els caps redons, amb màscares que semblen alienígenes, elefants amb cap d'antílop i estilitzades figures en rituals. En seria un exemple l'Humà licaon, de Mesak Mellet. També és conegut com el període de la fauna salvatge, per les representacions d'aquests animals.[1]

- Període dels caps redons, de 9000 a 6000 ae. N'és el més misteriós, car hi apareixen representades persones que semblen dur cascs estranys, com de bus, que han provocat moltes interpretacions esotèriques; però és un període de gran qualitat artística.

- Període de caçadors i pastors, de 7000 a 2500 a.n.e. A la primeria d'aquest període, les pluges abundants permeteren que les valls es cobriren de boscs; cap al 5000 ae, però, la disminució de pluges provocà amples prades i l'aparició de ramats de vaques representats en pintures i gravats. També hi ha escenes de cultius en aquest període. En general, les obres són prou naturalistes.[1]

- Període dels cavalls o Garamant, 2000 a 1200 a.n.e (fa uns 3.500 anys): moltes representacions de cavalls a la zona de Líbia, amb carros, ja que se suposava que els garamantes havien inventat la roda.[1]

- Període dels camells, sobre el 100 ae. La introducció dels camells marca el final d'una època, ja que la desertització fa que la majoria de la població marxara a una altra banda.[1]

## Jaciments arqueològics destacables
- Altiplà de Gilf Kebir, al sud-oest d'Egipte i sud-est de Líbia, on hi ha diversos llocs destacables. El més conegut n'és Wadi Sora, on es troben la cova dels Nadadors i la cova de les Bèsties. A la part sud de l'altiplà hi ha Mogharet el Kantara, entre els uadis Wassa i Firaq, amb la cova de Shaw. Al nord de l'altiplà hi ha diversos llocs, als uadis Hamra i Abd el Melik, i al nord-est i nord-oest del massís també hi ha coves pintades.

- Muntanya Uweinat, Jebel Uweinat o Awaynat, entre Egipte, Líbia i Sudan. Es troben obres per tota la muntanya. A Karkur Talh i Karkur Murr, prop de Wadi Sora. A l'Uweinat occidental, a Ain Doua, Bu Helega, Karkur Idriss, Karkur Ibrahim i altres. I en un petit massís granític a la rodalia de Jebel Uweinat, a Jebel Arkenu, Jebel Kissu i al pujol de Yerguehda.

- Mesak Settafet i Mesak Mellet, a Líbia. L'altiplà de Messak, a la zona de Fezzan, està plena de uadis que contenen pintures rupestres. El més destacable és el uadi Matkhendush, tot i que també hi destaquen els uadis Tidwa i Al Hayat al Mesak Mellet.[2]

- Tadrart Acacus, Líbia. Serralada que es troba al sud-oest de Líbia, prop de la frontera amb Algèria, Patrimoni de la Humanitat per la importància de les pintures rupestres. En destaquen Tina Newen, Tashwinat, Wan Amil, Wan Imial, Tin Lebbo i Takdhait. Al nord d'aquesta serralada, conegut com a Jebel Acacus, trobem un lloc denominat Awiss, on hi ha moltes pintures de camells. Hi ha centenars de uadis a la zona, dels quals estan catalogats amb pintures rupestres destacables uns seixanta.[3]

- Tibesti, Txad. Muntanya volcànica inactiva que arriba als 3.415 m d'altura al nord de Txad i una part del sud de Líbia, amb més de 200 llocs que contenen 1.800 gravats i un centenar de pintures rupestres.[4]

- Tassili n'Ajjer, Algèria. Altiplà situat al sud-est d'Algèria amb més de 15.000 gravats i pintures rupestres, una de les zones més importants del Sàhara.[5]

- Sud d'Orà. Al llarg de l'Atles, al Marroc i Algèria, s'inclouen diversos llocs a Figuig, Aïn Séfra, El Bayadh, Aflou i Tiaret, així com a la zona de Djelfa.

- Ahaggar, Algèria. Massís situat al sud d'Algèria que forma una serra de muntanyes on es troben abundants mostres d'art rupestre.

- Desert de Teneré. És una de les zones més àrides del Sàhara, entre Níger i Txad, però així i tot té diversos enclavaments importants, el més destacable dels quals són les girafes de Dabous, en un espadat de les muntanyes d'Aïr. També hi ha gravats o pintures a Termit, Dibella, Guedeza Keita i Do Dimmi.

- Riu Draa, el Marroc. Voreja pel sud les muntanyes de l'Atles, on naix, fins a la Mediterrània, i el seu recorregut està ple d'oasis. El seu art és, però, saharià, i n'hi ha llocs destacables com els petròglifs de Foum Chenna, els gravats d'Aït Ouaazik, Tiouririne i Tisguinine.

- Muntanyes d'Aïr, Níger. Massís muntanyenc situat al nord d'Agadez que voreja pel nord el desert del Teneré. Entre tots dos se situen les girafes de Dabous abans esmentades. A l'Aïr hi ha obres que s'allarguen des del Neolític subpluvial fins a l'any 1000 i mostren tot el procés de desertificació de la zona.

- Altiplà d'Ennedi. Situada al nord-est de Txad i refugi dels darrers cocodrils del desert; conté llocs molt interessants, com Niola Doa, Terkei Kassala o Mornou.[6]